# Cassio Dione
Lucio Cassio Dione (Cocceiano?) (in latino Lucius Claudius Cassius Dio (Cocceianus), in greco Δίων Κάσσιος; Nicea, 155 – Nicea, 235) è stato uno storico e politico romano di lingua greca, noto principalmente come Cassio Dione o Dione Cassio.

## Biografia
Figlio di Cassio Aproniano, un senatore romano della famiglia dei Cassii, nacque a Nicea in Bitinia. Stando a fonti epigrafiche, il suo praenomen sarebbe stato Lucius. Il suo nome gentilizio era Cassio, e assunse gli altri due nomi (cognomen e agnomen) in onore del nonno materno Dione Crisostomo, che per primo aveva portato il cognome di Cocceiano dal suo protettore Cocceio Nerva. Quindi, benché fosse da parte di madre di discendenza greca e benché, nei suoi scritti, abbia adottato in prevalenza la lingua greca della sua provincia natale, deve essere considerato come un romano, in quanto cittadino romano e senatore. Altre fonti epigrafiche aggiungono il nomen "Claudio". Secondo un'altra interpretazione, "Claudio" sarebbe il praenomen, mentre l'agnomen "Cocceiano" deriverebbe da una errata tradizione bizantina che lo confondeva con lo zio. La questione sul suo nome rimane controversa, e gli unici punti saldi sono i nomi Cassio e Dione.
Cassio Dione ha passato la maggior parte della sua vita nel servizio pubblico. Fu senatore sotto Commodo e governatore di Smirne dopo la morte di Settimio Severo. In seguito fu console suffetto verso il 205, e proconsole in Africa e in Pannonia. Alessandro Severo lo tenne in grande stima e lo fece eleggere console per la seconda volta, nel 229 insieme a lui, benché la Guardia pretoriana, irritata contro di lui per la sua severità, avesse richiesto la sua testa. Dopo il suo secondo consolato, raggiunta la vecchiaia, si ritirò nel suo paese natale, dove morì.

## Storia romana

### Struttura
Cassio Dione pubblicò una Storia romana in ottanta libri, scritti in lingua greca, frutto delle sue ricerche e del lavoro di ventidue anni. Abbracciava un periodo di 983 anni, dall'arrivo di Enea in Italia e la successiva fondazione di Roma fino al 229. Fino al periodo di Giulio Cesare, egli dà solo un resoconto degli eventi. Dopo, invece, entra più nei particolari, e a partire dal periodo di Commodo è molto più attento e accurato.
I primi due libri della Storia romana erano dedicati alle vicende legate allo stanziamento dei profughi troiani nel Lazio e col periodo regio, mentre nel libro III aveva inizio la storia della Repubblica (510 a.C.) e lo scrittore presentava le guerre sostenute dai Romani per la conquista della penisola e vari avvenimenti di ordine sociale e politico. Nel libro XI aveva inizio la descrizione della prima guerra punica, nel XXI si passava alla terza guerra punica, e nel XXXI molto probabilmente alle guerre mitridatiche. Nel libro XLI (che appartiene ai libri giunti a noi interi) inizia la descrizione della guerra civile tra Cesare e Pompeo, nel LI la storia dell'Impero, che Cassio Dione fa cominciare nell'anno 31 a.C. con la fine della guerra civile tra Ottaviano e Antonio. Da questo quadro appare chiaro che Cassio Dione divideva la sua Storia in decadi (e forse
anche in pentadi) come Livio. 

### Conservazione
Ci sono rimasti frammenti dei primi trentasei libri, ma c'è una parte considerevole del trentacinquesimo libro, sulla guerra di Lucullo contro Mitridate e del trentaseiesimo, sulla guerra contro i pirati e la spedizione di Pompeo Magno contro il re del Ponto. I libri che seguono, fino al LIV compreso, sono quasi tutti completi: riguardano il periodo dal 65 a.C. al 12 a.C., o dalla campagna orientale di Pompeo e la morte di Mitridate alla morte di Marco Vipsanio Agrippa. Il libro LV presenta una considerevole lacuna. Dal LVI al LX, entrambi inclusi, che comprendono il periodo dal 9 al 54, sono completi e contengono gli eventi dalla sconfitta di Varo in Germania alla morte di Claudio. Dei seguenti venti libri abbiamo soltanto frammenti ed un magro compendio di Giovanni Xifilino, un monaco dell'XI secolo, che comincia con il trentacinquesimo e continua alla fine dell'ottantesimo libroː si tratta di un lavoro molto mediocre, composto per ordine dell'imperatore Michele VII Parapinace. L'ottantesimo ed ultimo libro comprende il periodo da 222 al 229, durante il principato di Alessandro Severo. 
I frammenti dei primi trentasei libri, come sono ora raccolti, sono di quattro generi:
1. Fragmenta Valesiana, originariamente dispersi tra vari scrittori, scoliasti, grammatici e lessicografi, ecc. e successivamente raccolti da Henri Valois.
2. Fragmenta Peiresciana, contenente grandi estratti, trovati nella sezione intitolata "Delle virtù e dei vizi," nella grande raccolta o biblioteca portatile compilata per ordine di Costantino VII Porfirogenito. Il manoscritto è appartenuto a Nicolas-Claude Fabri de Peiresc, uno studioso del XVII secolo.
3. Frammenti dei primi del 34 libri, conservati nella seconda sezione dello stesso lavoro di Costantino, intitolati "Delle ambasciate." Questi sono conosciuti con il nome di Fragmenta Ursiniana, perché il manoscritto che le contiene fu trovato in Sicilia da Fulvio Orsini.
4. Excerpta Vaticana, raccolti da Angelo Mai, che contengono frammenti dei libri dall'uno al trentacinque e dal sessantuno all'ottanta. A questi sono aggiunti i frammenti di un continuatore sconosciuto di Dione, che arriva fino al periodo di Costantino I. Altri frammenti di Dione, che appartengono principalmente ai primi trentacinque libri, sono stati trovati da Mai in due MSS Vaticani e contengono l'antologia di Planude. Gli annali di Giovanni Zonara contengono inoltre numerosi estratti da Cassio Dione.

## Lo stile
Cassio Dione ha preso Tucidide a suo modello, ma l'imitatore non è paragonabile con l'originale nella disposizione e nella distribuzione dei materiali o nella solidità della visione e nel ragionamento accurato. Il suo stile è generalmente chiaro, almeno dove non sembra che ci sia corruzione del testo, tuttavia pieno di latinismi. La sua diligenza è fuor di dubbio e grazie alle sue opportunità è ben informato delle circostanze dell'impero durante il periodo in cui è un contemporaneo.